# Can Pol (Palafrugell)
Can Pol és una obra neoclàssica de Palafrugell (Baix Empordà) protegida com a Bé Cultural d'Interès Local.

## Descripció
Casa unifamiliar envoltada per un espai originàriament de jardí i horta. Consta de planta baixa i pis i dues crugies. Parells de grans obertures rectangulars a les dues plantes a la façana principal orientada a migdia, davant la qual hi ha un pòrtic terrassa sobre columnes cilíndriques, amb balustrada a la terrassa situada a nivell del pis, aquest element que dona a l'edifici un cert aire colonial. Els murs són arrebossats i actualment del tot emblanquinats. El coronament és una balustrada per tot el voltant.